# Championnats du monde juniors de natation 2023
Navigation
2022
Les Championnats du monde juniors de natation 2023 se déroulent à Netanya du 04 au 9 septembre 2023.
Ces championnats ont été les premiers à se dérouler sous le nouveau nom et la nouvelle entité World Aquatics. Les tranches d'âge de ces championnats ont été légèrement modifiées par rapport aux championnats précédents de 2022, avec l'égalisation des tranches d'âge à 14-18 ans pour les deux sexes (âge des athlètes au 31 décembre 2023).
Au total, 648 athlètes de 93 fédérations membres ont participé aux championnats. En raison du statut de leur fédération, les athlètes des Philippines devaient concourir en tant qu'« athlètes neutres indépendants ». Trois grandes fédérations membres ont choisi de ne pas participer à ces championnats, à savoir la Grande-Bretagne, la France et la Hongrie.

## Tableau des médailles
| Pos.  | Pays               | Or | Argent | Bronze | Total |
| ----- | ------------------ | -- | ------ | ------ | ----- |
| 1     | États-Unis         | 15 | 11     | 7      | 33    |
| 2     | Australie          | 9  | 7      | 8      | 24    |
| 3     | Canada             | 2  | 3      | 8      | 13    |
| 4     | Bosnie-Herzégovine | 2  | 1      | 0      | 3     |
| 4     | Danemark           | 2  | 1      | 0      | 3     |
| 4     | Ukraine            | 2  | 1      | 0      | 3     |
| 7     | Turquie            | 2  | 0      | 0      | 2     |
| 8     | Chine              | 1  | 4      | 4      | 9     |
| 9     | Japon              | 1  | 3      | 3      | 7     |
| 10    | Bulgarie           | 1  | 2      | 0      | 3     |
| 11    | Estonie            | 1  | 1      | 1      | 3     |
| 12    | Tchéquie           | 1  | 1      | 0      | 2     |
| 13    | Hong Kong          | 1  | 0      | 0      | 1     |
| 13    | Indonésie          | 1  | 0      | 0      | 1     |
| 13    | Trinité-et-Tobago  | 1  | 0      | 0      | 1     |
| 16    | Italie             | 0  | 4      | 8      | 12    |
| 17    | Autriche           | 0  | 1      | 1      | 2     |
| 18    | Corée du Sud       | 0  | 1      | 0      | 1     |
| 18    | Nouvelle-Zélande   | 0  | 1      | 0      | 1     |
| 20    | Argentine          | 0  | 0      | 2      | 2     |
| 21    | Espagne            | 0  | 0      | 1      | 1     |
| Total | Total              | 42 | 42     | 43     | 127   |

## Résultats

### Hommes
| Épreuves             | Or | Or         | Argent | Argent   | Bronze | Bronze   |
| -------------------- | --- | ---------- | --- | -------- | --- | -------- |
| 50 m nage libre      | Nikoli Blackman | 22.35      | Flynn Southam | 22.43    | Lorenzo Ballarati                                                                                           | 22.47    |
| 100 m nage libre     | Maximus Williamson | 48.45      | Lorenzo Ballarati | 49.05    | Edward Sommerville                                                                                          | 49.16    |
| 200 m nage libre     | Flynn Southam | 1:46.57    | Alessandro Ragaini | 1:47.28  | Anders McAlpine                                                                                             | 1:47.94  |
| 400 m nage libre     | Petar Mitsin | 3:46.49    | Alessandro Ragaini | 3:46.66  | Filippo Bertoni                                                                                             | 3:48.73  |
| 800 m nage libre     | Kuzey Tunçelli | 7:48.75    | Petar Mitsin | 7:49.36  | Zhang Zhanshuo                                                                                              | 7:50.03  |
| 1500 m nage libre    | Kuzey Tunçelli | 14:59.80   | Kim Jin-woo | 15:01.94 | Zhang Zhanshuo                                                                                              | 15:11.94 |
|                      | |            | |          | |          |
| 50 m dos             | Miroslav Knedla | 24.80      | Oleksandr Zheltiakov | 24.91 NR | Ulises Saravia                                                                                              | 25.02    |
| 100 m dos            | Oleksandr Zheltiakov | 53.73 NR   | Miroslav Knedla | 54.01    | Christian Bacico                                                                                            | 54.08    |
| 200 m dos            | Oleksandr Zheltiakov | 1:56.13    | Daniel Diehl | 1:58.93  | Christian Bacico                                                                                            | 1:59.33  |
|                      | |            | |          | |          |
| 50 m brasse          | Felix Viktor Iberle | 27.39      | Jonas Gaur | 27.55    | Watson Nguyen                                                                                               | 27.85    |
| 100 m brasse         | Joshua Chen | 1:00.70    | Yamato Okadome | 1:01.20  | Watson Nguyen                                                                                               | 1:01.22  |
| 200 m brasse         | Adam Mak Sai-ting | 2:11.84    | Jordan Willis | 2:12.07  | Riku Yamaguchi                                                                                              | 2:12.13  |
|                      | |            | |          | |          |
| 50 m papillon        | Casper Puggaard | 23.50      | Lukas Edl | 23.89    | Thomas Pattison                                                                                             | 23.95    |
| 100 m papillon       | Casper Puggaard | 52.30      | Wang Xizhe | 52.65    | Lukas Edl                                                                                                   | 52.68    |
| 200 m papillon       | Wang Xizhe | 1:56.22    | Petar Mitsin | 1:56.73  | Alessandro Ragaini                                                                                          | 1:57.79  |
|                      | |            | |          | |          |
| 200 m quatre nages   | Maximus Williamson | 1:57.29 CR | Daniel Diehl | 1:58.62  | Lorne Wigginton                                                                                             | 1:59.44  |
| 400 m quatre nages   | Tomoyuki Matsushita | 4:10.97 CR | Zhang Zhanshuo | 4:12.44  | Lorne Wigginton                                                                                             | 4:12.81  |
|                      | |            | |          | |          |
| 4×100 m nage libre   | États-Unis Daniel Diehl Maximus Williamson Hudson Williams Jason Zhao Jacob Wimberly[a] Ethan Harrington[a]                              | 3:15.49 WJ | Australie Edward Sommerville Marcus da Silva Anders McAlpine Flynn Southam Tane Bidois[a] Thomas Pattison[a]                                  | 3:16.69  | Canada Filip Senc-Samardzic Paul Dardis Antoine Sauve Aiden Norman                                          | 3:17.34  |
| 4×200 m nage libre   | États-Unis Maximus Williamson Cooper Lucas Jason Zhao Daniel Diehl Norvin Clontz[a] Ryan Erisman[a] Nathan Szobota[a] Jacob Wimberly[a]  | 7:09.03    | Chine Wang Xizhe Ji Yicun Liu Wudi Zhang Zhanshuo                                                                                             | 7:13.37  | Australie Anders McAlpine Edward Sommerville Marcus da Silva Flynn Southam Karl Albertyn[a] Ike Martinez[a] | 7:16.02  |
| 4×100 m quatre nages | États-Unis Daniel Diehl Joshua Chen Jacob Wimberly Maximus Williamson Caleb Maldari[a] Watson Nguyen[a] Jason Zhao[a] Hudson Williams[a] | 3:35.98    | Italie Christian Bacico Christian Mantegazza Daniele Momoni Davide Passafaro Daniele Del Signore[a] Carlos D'Ambrosio[a] Mirko Chiaversoli[a] | 3:38.00  | Chine Jiang Chenglin Zhang Zhanshuo Wang Xizhe Ji Yicun Liu Wudi[a]                                         | 3:39.81  |

a  Les nageurs participants aux Séries sont également médaillés.

### Femmes
| Épreuves             | Or | Or         | Argent | Argent   | Bronze                                                                                              | Bronze   |
| -------------------- | --- | ---------- | --- | -------- | --------------------------------------------------------------------------------------------------- | -------- |
| 50 m nage libre      | Olivia Wunsch | 24.59 =CR  | Annam Olasewere | 24.95    | Hannah Casey                                                                                        | 25.07    |
| 100 m nage libre     | Olivia Wunsch | 53.71      | Milla Jansen | 54.08    | Anna Moesch                                                                                         | 54.69    |
| 200 m nage libre     | Addison Sauickie | 1:58.09    | Julie Brousseau | 1:58.10  | Leah Hayes                                                                                          | 1:58.19  |
| 400 m nage libre     | Jamie Perkins | 4:05.72    | Madi Mintenko | 4:08.06  | Addison Sauickie                                                                                    | 4:08.94  |
| 800 m nage libre     | Kayla Han | 8:29.66    | Mao Yihan | 8:33.66  | Agostina Hein                                                                                       | 8:33.90  |
| 1500 m nage libre    | Kate Hurst | 16:09.37   | Ruka Takezawa | 16:18.68 | Mao Yihan                                                                                           | 16:18.76 |
|                      | |            | |          | |          |
| 50 m dos             | Iona Anderson | 28.01      | Erika Pelaez | 28.07    | Jaclyn Barclay                                                                                      | 28.14    |
| 100 m dos            | Jaclyn Barclay | 59.47      | Iona Anderson | 59.88    | Erika Pelaez                                                                                        | 59.94    |
| 200 m dos            | Teagan O'Dell | 2:08.09    | Jojo Ramey | 2:10.18  | Bella Grant                                                                                         | 2:11.24  |
|                      | |            | |          | |          |
| 50 m brasse          | Eneli Jefimova | 30.42      | Monique Wieruszowski | 30.68    | Piper Enge                                                                                          | 30.74    |
| 100 m brasse         | Alexanne Lepage | 1:06.58    | Eneli Jefimova | 1:06.84  | Jimena Ruiz                                                                                         | 1:07.25  |
| 200 m brasse         | Alexanne Lepage | 2:24.70    | Mina Nakazawa | 2:25.57  | Eneli Jefimova                                                                                      | 2:26.29  |
|                      | |            | |          | |          |
| 50 m papillon        | Leah Shackley | 26.20      | Lana Pudar | 26.26    | Olivia Wunsch Mizuki Hirai                                                                          | 26.53    |
| 100 m papillon       | Lana Pudar | 57.77      | Leah Shackley | 58.29    | Mizuki Hirai                                                                                        | 58.35    |
| 200 m papillon       | Lana Pudar | 2:07.20 CR | Bella Grant | 2:08.97  | Paola Borrelli                                                                                      | 2:10.89  |
|                      | |            | |          | |          |
| 200 m quatre nages   | Leah Hayes | 2:10.24 CR | Haley McDonald | 2:13.18  | Julie Brousseau                                                                                     | 2:13.74  |
| 400 m quatre nages   | Leah Hayes | 4:36.84 CR | Ella Jansen | 4:37.35  | Julie Brousseau                                                                                     | 4:38.45  |
|                      | |            | |          | |          |
| 4×100 m nage libre   | Australie Milla Jansen Hannah Casey Jaimie de Lutiis Olivia Wunsch Jamie Perkins[a] Amelia Weber[a]                                       | 3:36.52    | États-Unis Leah Hayes Anna Moesch Addison Sauickie Erika Pelaez Madi Mintenko[a] Teagan O'Dell[a] Bailey Hartman[a]                | 3:37.71  | Canada Julie Brousseau Ella Jansen Mia West Sienna Angove Delia Lloyd[a] Ella Cosgrove[a]           | 3:40.40  |
| 4×200 m nage libre   | États-Unis Addison Sauickie Leah Hayes Lynsey Bowen Madi Mintenko Anna Moesch[a] Bailey Hartman[a]                                        | 7:52.48    | Australie Jamie Perkins Hannah Casey Jaimie de Lutiis Amelia Weber Bella Grant[a]                                                  | 7:52.68  | Canada Julie Brousseau Sienna Angove Ella Cosgrove Ella Jansen Mia West[a] Julia Strojnowska[a]     | 7:53.09  |
| 4×100 m quatre nages | Australie Jaclyn Barclay Hayley Mackinder Isabella Boyd Olivia Wunsch Iona Anderson[a] Isabella Johnson[a] Bella Grant[a] Milla Jansen[a] | 4:00.86    | Canada Delia Lloyd Alexanne Lepage Ella Jansen Sienna Angove Jordan Greber[a] Halle West[a] Victoria Raymond[a] Julie Brousseau[a] | 4:01.96  | Italie Giada Gorlier Francesca Zucca Paola Borrelli Sara Curtis Irene Mati[a] Marina Cacciapuoti[a] | 4:03.34  |

a  les nageuses participants aux Séries sont également médaillées.

### Mixte
| Épreuves             | Or | Or         | Argent | Argent  | Bronze | Bronze  |
| -------------------- | --- | ---------- | --- | ------- | --- | ------- |
| 4×100 m nage libre   | Australie Flynn Southam Edward Sommerville Olivia Wunsch Milla Jansen Marcus da Silva[a] Anders McAlpine[a] Jaimie de Lutiis[a] Hannah Casey[a] | 3:24.29 WJ | États-Unis Maximus Williamson Jason Zhao Erika Pelaez Anna Moesch Jacob Wimberly[a] Hudson Williams[a] Caroline Larsen[a] Madi Mintenko[a] | 3:25.59 | Canada Paul Dardis Antoine Sauve Julie Brousseau Ella Jansen Aiden Norman[a] Sienna Angove[a] Mia West[a]                                                           | 3:29.14 |
| 4×100 m quatre nages | États-Unis Teagan O'Dell Watson Nguyen Leah Shackley Maximus Williamson Caleb Maldari[a] Joshua Chen[a] Haley McDonald[a]                       | 3:45.62    | Australie Jaclyn Barclay Gideon Burnes Isabella Boyd Edward Sommerville Iona Anderson[a] Joshua Kerr[a] Enoch Robb[a] Jaimie de Lutiis[a]  | 3:49.18 | Italie Christian Bacico Christian Mantegazza Paola Borrelli Matilde Biagiotti Daniele del Signore[a] Francesca Zucca[a] Lorenzo Ballarati[a] Cristiana Stevanato[a] | 3:50.09 |

a  Les nageurs participants aux séries sont également médaillés.